# Diplazium chattagramicum
Diplazium chattagramicum är en majbräkenväxtart som först beskrevs av Charles Baron Clarke och som fick sitt nu gällande namn av Ren-Chang Ching.
Diplazium chattagramicum ingår i släktet Diplazium och familjen Athyriaceae. Inga underarter finns listade i Catalogue of Life.